# Motovelodromo (Bologna)
Il Motovelodromo fu una struttura polisportiva della città di Bologna.

## Storia
L'impianto ospitò il primo incontro della nazionale di calcio dell'Italia a Bologna, contro la Svizzera, terminato con il punteggio di 2-2.

## Eventi

### Calcio

#### Incontri della nazionale italiana
Il Motovelodromo è stato sede di un incontro amichevole della nazionale di calcio dell'Italia, disputato il 3 dicembre 1922 contro la Svizzera e terminato con il punteggio di 2-2.